# Gustavo Badell

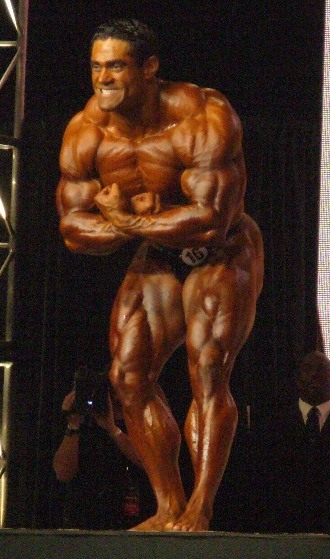
Gustavo Badell

Gustavo Badell (3. November 1971–12. Juli 2023), auch bekannt als The Freakin' 'Rican, war ein Bodybuilder aus Venezuela, der in der International Federation of BodyBuilders (IFBB) Karriere machte.

## Frühes Leben und Karriere
Badell, geboren am 3. November 1971 in Venezuela, zog im Alter von etwa 22 Jahren nach Puerto Rico. Mit fünfzehn begann er mit dem Gewichtheben für das Boxen und gewann mit neunzehn Jahren seinen ersten Bodybuilding-Wettbewerb, die Junior Caribbean Bodybuilding Championships 1991. Nach sechs Jahren intensiven Krafttrainings wurde er nach dem Sieg bei den Caribbean Championships 1997 Profi.

## Professionelle Erfolge
Gustavo Badell setzte sich auf der IFBB-Bühne durch und trat 1998 erstmals beim Grand Prix of Germany an. Trotz bescheidener Anfänge trugen sein Durchhaltevermögen und die Zusammenarbeit mit dem Mit-Bodybuilder Milos Sarcev zu einem bemerkenswerten Sprung in den Platzierungen bei. Er verbesserte sich von Platz 24 beim Mr. Olympia 2002 auf den 3. Platz im Jahr 2004, eine Leistung, die in der Olympia-Geschichte unübertroffen ist. Er setzte seine beeindruckenden Leistungen fort, indem er 2005 die „Challenge Round“ über namhafte Bodybuilder wie Ronnie Coleman und Jay Cutler gewann.
Gustavo Badell, mit dem Spitznamen „The Freakin' 'Rican“, war in verschiedenen Fitness- und Magazinartikeln vertreten und zierte das Cover des Flex-Magazins. Er war das Werbegesicht für MuscleTech-Produkte, insbesondere Nitrotech Hardcore Protein Powder und Masstech Weight-Gain Powder.

## Persönliches Leben
Mit Wohnsitz in Orlando, Florida, hinterließ Badell eine Familie, darunter seine Frau Mariangel Badell und die Kinder: Gustavo Andres Badell, Liz Valeria Badell, Stephanie Lumley, Barbie Ann Badell, Nicole Marie Badell, Michael Gustavo Badell, Kyla Glasier, Christian Carlos Badell und Sabella Badell.
Gustavo Badell verstarb am 12. Juli 2023 im Alter von 51 Jahren an einem plötzlichen Schlaganfall in Venezuela nach mehreren Herzproblemen.

## Wettkampfgeschichte
- 1991: Junior Caribbean Championships – Gesamtsieger
- 1997: Caribbean Championships – Gesamtsieger (Pro Card erhalten)
- 1997: World Amateur Championships Heavyweight – 10. Platz
- 1998: Grand Prix Germany – 9. Platz
- 1999: Grand Prix England – 17. Platz
- 1999: Night of Champions – Nicht platziert
- 1999: World Pro Championships – 14. Platz
- 2000: Ironman Pro Invitational – 18. Platz
- 2000: Night of Champions – Nicht platziert
- 2000: Toronto Pro Invitational – Nicht platziert
- 2000: World Pro Championships – 11. Platz
- 2001: Grand Prix England – Nicht platziert
- 2001: Ironman Pro Invitational – 16. Platz
- 2001: San Francisco Pro Invitational – 11. Platz
- 2002: Ironman Pro Invitational – 13. Platz
- 2002: Night of Champions – 10. Platz
- 2002: Mr. Olympia – 24. Platz
- 2002: Southwest Pro Cup – 6. Platz
- 2002: Toronto Pro Invitational – 3. Platz
- 2004: Arnold Classic – 7. Platz
- 2004: Ironman Pro Invitational – 3. Platz
- 2004: San Francisco Pro Invitational – 4. Platz
- 2004: Show of Strength Pro Championship – 3. Platz
- 2004: Mr. Olympia – 3. Platz
- 2005: Arnold Classic – 3. Platz
- 2005: Ironman Pro Invitational – 1. Platz
- 2005: Mr. Olympia – 3. Platz
- 2006: Arnold Classic – 4. Platz
- 2006: San Francisco Pro Invitational – 1. Platz
- 2006: Mr. Olympia – 6. Platz
- 2007: Arnold Classic – 4. Platz
- 2007: Mr. Olympia – 8. Platz
- 2008: Ironman Pro Invitational – 2. Platz
- 2008: Arnold Classic – 6. Platz
- 2008: Mr. Olympia – 10. Platz
- 2009: Atlantic City Pro – 1. Platz
- 2009: Mr. Olympia – 13. Platz
- 2012: Arnold Classic – 13. Platz

## Daten
- Wohnort: Orlando, Florida
- Familie: Ehefrau Mariangel Badell und Kinder: Gustavo Andres Badell, Liz Valeria Badell, Schwester Stephanie Lumley, Barbie Ann Badell, Nicole Marie Badell, 14 Jahre alter Michael Gustavo Badell, 14 Jahre alte Kyla Glasier, 13 Jahre alter Christian Carlos Badell und die jüngste 4 Jahre alte Sabella Badell
- Größe: 5 Fuß 7,7 Zoll (172 cm)
- Wettkampfgewicht: 245 Pfund (111 kg)
- Offseason-Gewicht: 260–265 Pfund (118–120 kg)